# Oosterland (Zelândia)
Oosterland (51° 39′ N, 4° 02′ L) é uma cidade dos Países Baixos, na província de Zelândia. Oosterland (Zeeland) pertence ao município de Schouwen-Duiveland, e está situada a 22 km, a sul de Hellevoetsluis.
Em 2001, a cidade de Oosterland tinha 2049 habitantes. A área urbana da cidade é de 0.47 km², e tem 757 residências. 
A área de Oosterland, que também inclui as partes periféricas da cidade, bem como a zona rural circundante, tem uma população estimada em 2510 habitantes.